# Новоселки (сельское поселение Липицкое)
Новосёлки — деревня в Серпуховском районе Московской области. Входит в состав Липицкого сельского поселения (до 29 ноября 2006 года входила в состав Балковского сельского округа).
Расположена примерно в 32 км (по шоссе) на юго-восток от Серпухова, у истока безымянного ручья, притока реки Незнайки (левый приток Восьмы).

## Население
| 2002 | 2006 | 2010 |
| ---- | ---- | ---- |
| 0    | ↗1   | ↗16  |